# Aeropuerto de Kopitnari
El Aeropuerto de Kopitnari (IATA: KUT, OACI: UGKO) es un aeropuerto ubicado a 14 kilómetros al oeste de Kutaisi, Georgia. Es uno de los tres aeropuertos internacionales operativos del país. 

## Aerolíneas y destinos
| Aerolíneas           | Destinos |
| -------------------- | --- |
| Belavia              | Minsk |
| FlyArystan           | Aktau, Almaty, Astana, Atyrau, Shymkent |
| Pegasus Airlines     | Estambul–Sabiha Gökçen |
| Red Wings Airlines   | Kazán, Moscú–Domodedovo, San Petersburgo, Ekaterinburgo |
| Vanilla Sky Airlines | Mestia |
| Wizz Air             | Abu Dhabi, Atenas, Barcelona, Beauvais, Berlín, Budapest, Charleroi, Copenhague, Cracovia, Dortmund, Hahn, Hamburgo, Katowice, Lárnaca, Madrid, Memmingen, Milán–Malpensa, Poznań, Praga, Riga, Rome–Ciampino (reinicia 31 de marzo de 2024), Roma–Fiumicino (finaliza 30 de marzo de 2024), Salónica, Tallinn, Viena, Vilna, Varsovia–Chopin |